# Ugyops lato
Ugyops lato är en insektsart som beskrevs av Ronald Gordon Fennah 1969. Ugyops lato ingår i släktet Ugyops och familjen sporrstritar. Inga underarter finns listade i Catalogue of Life.